# オーバーザルツベルク
座標: 北緯47度37分52秒 東経13度03分21秒 / 北緯47.63111度 東経13.05583度
オーバーザルツベルク（ドイツ語: Obersalzberg）とは、ベルヒテスガーデン・アルプス山脈（ドイツ語: Berchtesgadener Alpen）の一地域。ドイツバイエルン州の州都ミュンヘンの南東120kmの位置の村ベルヒテスガーデンから見て東側の山腹にある。オーストリア国境に近い。

## 概要
岩塩の産出地であり、ベルヒテスガーデン塩鉱山（de）として知られていた。ザルツベルクの名称は「塩の山」という意味である。
19世紀ごろから観光地・避暑地として有名になり、作家リヒャルト・フォス（de:Richard Voß）の小説『Zwei Menschen』（2人）の舞台ともなった。訪れた観光客が主に宿泊するのはPension MoritzやZum Türkenといったホテルであった。また、資産家の別荘も建ち並び、冷凍技術を実用化したカール・フォン・リンデはこの地域に10年間居住していた。

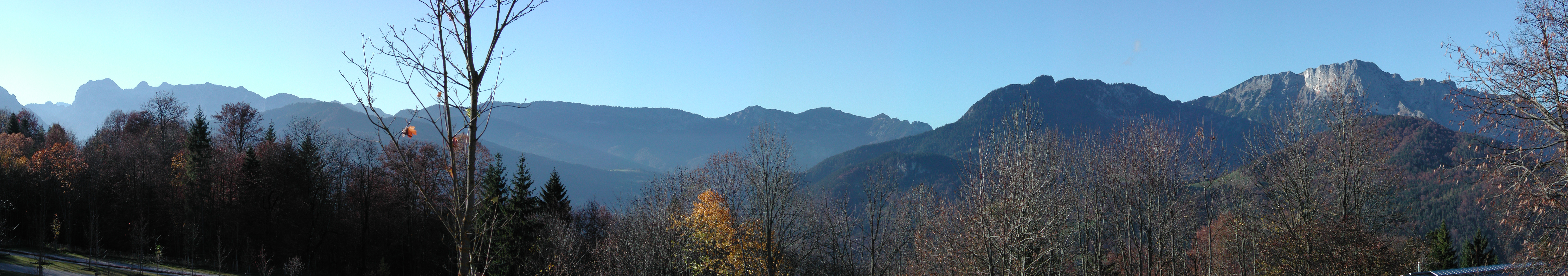
オーバーザルツベルクの風景

## ナチス・ドイツ時代

### ヒトラーとオーバーザルツベルク

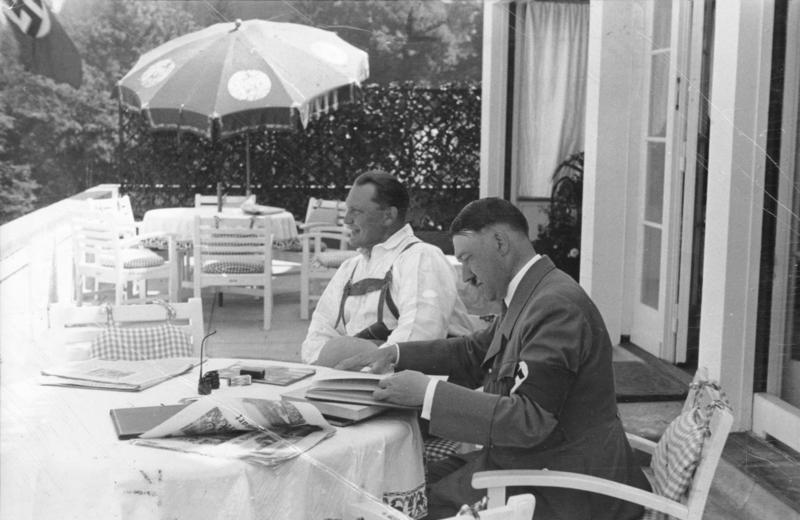
ヒトラーとゲーリング。1933年

アドルフ・ヒトラーは国家社会主義ドイツ労働者党幹部のディートリヒ・エッカートを通じてオーバーザルツベルクを訪れた。ヒトラーはオーバーザルツベルクを気に入り、1928年にはブクステフーデ（de）の皮革製品メーカーの未亡人から山荘を月100ライヒスマルクで賃貸契約を結んだ。山荘には異母姉アンゲラ・ヒトラーとその子アンゲラ・ラウバル、フリードル・ラウバルらを住まわせた。1929年5月29日、ヒトラーは著書『我が闘争』の印税で山荘を購入し、ベルクホーフと改名した。
山荘周辺にはヒトラーを一目見ようと多くの観光客が訪れた。彼らはベルヒテスガーデンの人々に『巡礼者』と茶化して呼ばれた。

### ナチス党のオーバーザルツベルク

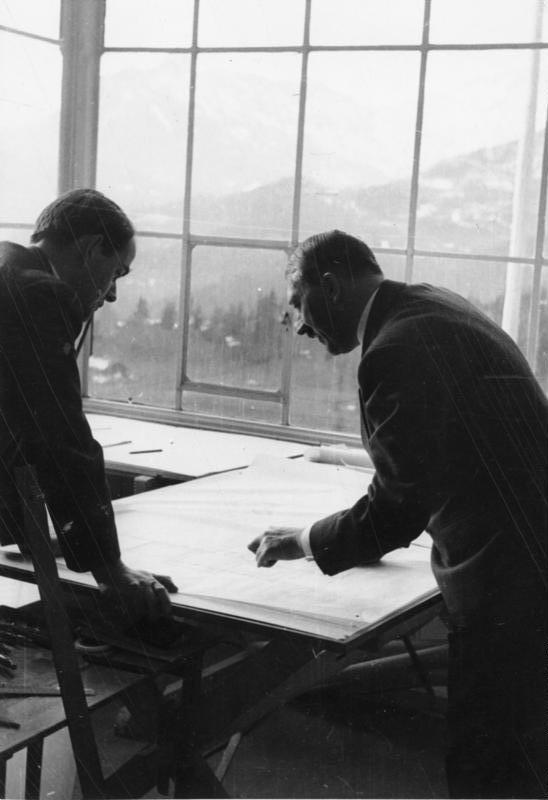
ベルクホーフで設計図を見るヒトラーとシュペーア

ヒトラーの政権獲得後、一帯はナチス党によって買収されることになった。土地と別荘の買収にあたったのはマルティン・ボルマンであり、ボルマンは市場価格での買収を所有者に持ちかけた。買収を拒否した所有者もいたが、さまざまな圧力の前に結局売却せざるを得なくなった。
買収完了後、既存の別荘はすべて破壊され、建築家アロイス・デガノ（Alois Degano）が中心となってオーバーザルツベルクとベルクホーフの大改造が行われた。ベルクホーフの設計にはヒトラー自身も関与している。複数の新たな別荘と親衛隊の兵舎、地下壕が建設された。Pension Moritzの一部は警備員の宿舎とされ、残りは賓客用の宿舎となった。ホテルZum Türkenには親衛隊の司令部が置かれた。別荘はヘルマン・ゲーリング、アルベルト・シュペーアといったナチス・ドイツの高官たちが購入した。
1936年以降は、立入禁止区域が設けられ別荘の見学に制限が課せられた。
1937年、近郊のビショフスヴィーゼン（Bischofswiesen）のBischofswiesen-Stanggaßに首相官邸の別棟が建設され、ヒトラーのオーバーザルツベルク滞在中には首相官邸の職員がここに移り、業務を行った。

### 政治の舞台
ヒトラーは一年のうち数ヶ月をオーバーザルツベルクで過ごし、外交の舞台ともした。ドイツによるオーストリア併合（アンシュルス）の際にクルト・シュシュニックオーストリア首相を恫喝したことや、ドイツによるハンガリー王国占領（マルガレーテI作戦）の際に摂政ホルティ・ミクローシュを軟禁したことなどが知られる。
他にオーバーザルツベルクを訪れた著名人にはデビッド・ロイド・ジョージ元英首相、ネヴィル・チェンバレン英首相、ルーマニア王カロル2世などが挙げられる。第二次世界大戦勃発後は総統大本営の一つとしても機能し、ベニート・ムッソリーニ、アンテ・パヴェリッチ等の枢軸国首脳も訪れた。
1940年、ヒトラー50歳の誕生日を記念して、ナチス党から新たな山荘ケールシュタインハウスが贈られた。しかしヒトラーが利用したのは10回程度に留まった。

### 終焉
1945年4月20日の総統誕生日に、ヒトラーは国防軍最高司令部や空軍総司令部の機能をオーバーザルツベルクに移した。空軍総司令官であったゲーリングも移動したが、4月23日に総統権限委譲の要請を行ったために逮捕され、別荘に監禁された。しかし4月25日にオーバーザルツベルクは空襲を受け、ベルクホーフを含む施設は大きな損害を受けた。このためゲーリングを含むオーバーザルツベルクの住人は移動することになり、オーバーザルツベルクは放棄された。残った建物には親衛隊部隊が放火し、また占領軍や地元の人々の略奪の対象となった。

## 戦後

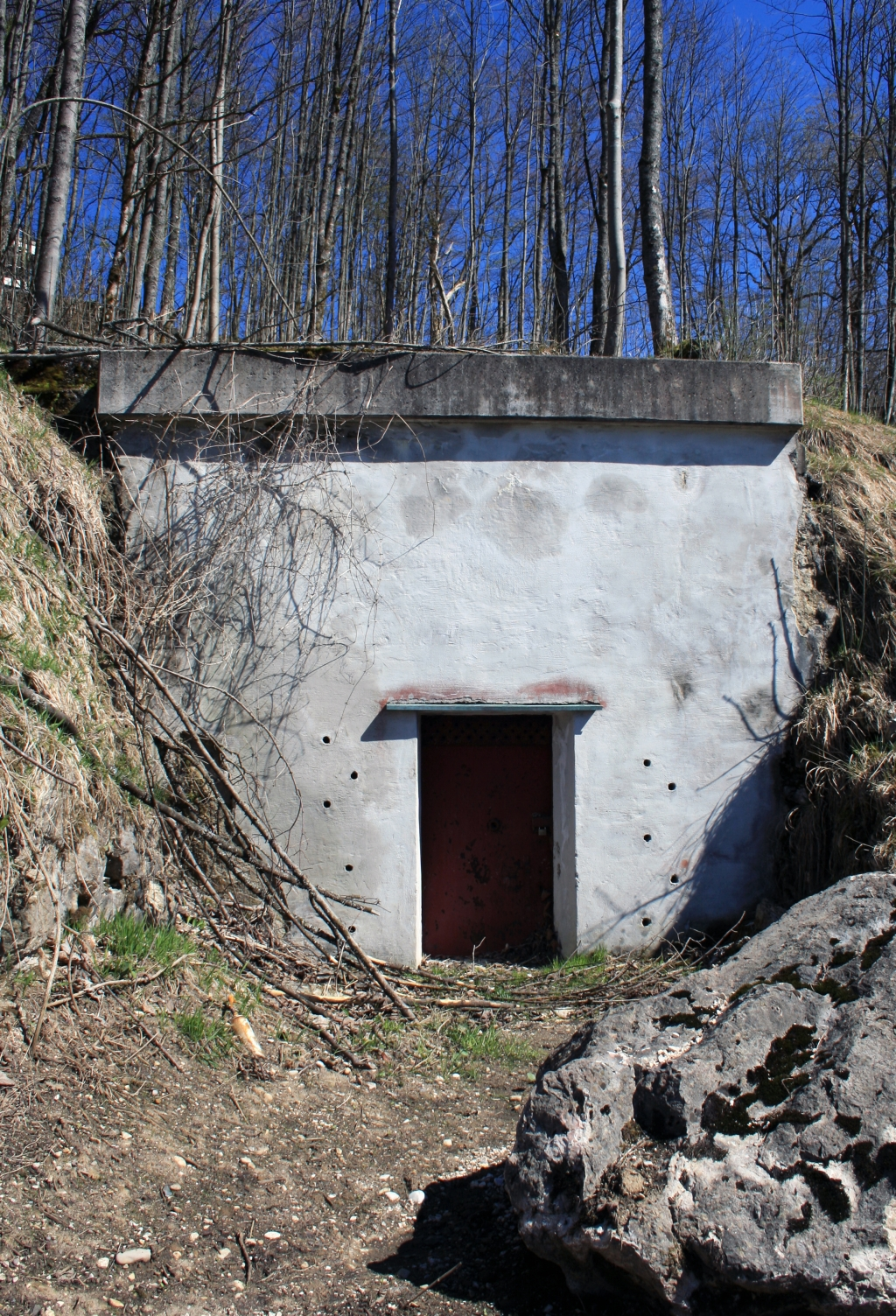
マルティン・ボルマンの防空壕跡

占領後、オーバーザルツベルクを統治したアメリカ軍は略奪を防ぐために旧オーバーザルツベルク住人の帰還を禁止した。ナチス時代の別荘は調査の後に信仰の対象となるのを防ぐために爆破された。しかし、破壊が困難であった防空壕の一部は現存している。ヒトラーの別荘への立入禁止区域は1949年初頭に解除され、1951年夏までに13万6500人の観光客が訪れた。
ホテルZum Türkenは所有者の元に戻ったが、Pension Moritzはアメリカ軍によってジェネラル・ウォーカーホテル（en） と改称され、1995年に返還・解体されるまでアメリカ軍の保養地となった。
アメリカ軍の撤退後、ナチス党が所有していた土地や建物はバイエルン州の所有となる予定であった。1950年代、バイエルン州はオーバーザルツベルクの観光産業復活を掲げたホテル王のアルベルト・シュタインベルガー（Albert Steigenberger）に土地を売却しようとした。バイエルン州は得られた資金を復興にあてる予定であったが、ミュンヘンの会計検査院は売却価格が安いとして売却を差し止めた。Steigenbergerはアメリカ軍に交渉の仲介を依頼したが、契約はまとまらなかった。

## 現在
現在のオーバーザルツベルクには複数のホテル、スキー場が存在している。2005年にはインターコンチネンタルホテルズグループが高級リゾートホテル「インターコンチネンタルリゾート・ベルヒテスガーデン」を開業した。しかし「このホテルはリラックスするために最適の場所です」などとアピールしたことについて、ナチス時代のことを考慮していないとしてサイモン・ヴィーゼンタール・センターが抗議している。このため、ホテルの従業員はこの町の戦前・戦後の歴史集中講義を受けた上で配置されるという。
1999年にはナチス時代の資料を展示するオーバーザルツベルク現代史研究所が建設され、当時の資料が展示されている。ケールシュタインハウスは現存し観光スポットとなっているが、ベルクホーフのあとは現在森林となっている。

## 関連書籍
- Ulrich Chaussy: Nachbar Hitler – Führerkult und Heimatzerstörung am Obersalzberg. Ch. Links Verlag, Berlin. 6. erweiterte Auflage 2007. ISBN 978-3-86153-462-4.
- Florian M. Beierl: Hitlers Berg. Geschichte des Obersalzbergs und seiner geheimen Bunkeranlagen. Verlag Beierl, Berchtesgaden. 2. Auflage 2005. ISBN 3929825058.
- Die tödliche Utopie. Bilder, Texte, Dokumente, Daten zum Dritten Reich. Hrsg. von Volker Dahm,Albert A. Feiber, Hartmut Mehringer und Horst Möller. 5. Auflage (vollständig überarbeitete und erweiterte Neuausgabe),Veröffentlichungen des Instituts für Zeitgeschichte zur Dokumentation Obersalzberg, München 2008 ISBN 978-3-9807890-6-6
- フォルカー・ウルリヒ著 著、松永美穂 訳『ナチ・ドイツ最後の8日間 1945.5.1-1945.5.8』すばる舎、2022年。ISBN 978-4799110621。